# Савлохов, Руслан Сосланович
Русла́н Сосла́нович Савло́хов (осет. Саулохты Сосланы фырт Руслан; род. 17 апреля 1958, Эльхотово, Северо-Осетинская АССР) — украинский тренер по вольной борьбе, заслуженный тренер Украины, мастер спорта по вольной борьбе.

## Биография
Родился 17 апреля 1958 года в селении Эльхотово Кировского района Северо-Осетинской АССР. Главный тренер сборной команды Украины по вольной борьбе. Тренер олимпийского чемпиона Эльбруса Тедеева, чемпиона мира Ибрагима Алдатова, чемпиона Европы Мераба Валиева, многократного призёра чемпионатов мира и Европы Вадима Тасоева, серебряного призёра Олимпийских игр 2000 года Евгения Бусловича и многих других известных борцов.
Старший брат — Борис Савлохов.
Женат, имеет двоих детей.

## Награды и звания
- Полный кавалер ордена «За заслуги»[1][2][3][4]